# Au suivant (Wende Snijders)
Au suivant is een muziek-dvd en cd van de Nederlandse zangeres Wende Snijders.
De dvd volgt Wende Snijders tijdens haar eerste theatertournee en tijdens repetities met het Metropole Orkest. De cd bestaat uit acht nummers samen met het Metropole Orkest. Het officiële uitgave nummer is BIS 086.
De dvd kreeg in 2006 een Edison Award in de categorie Muziek Dvd Nationaal. De bijbehorende cd werd genomineerd voor een Edison in de categorie Luisterlied/Kleinkunst.

## Tracklist cd
1. La vie en rose
2. Au Suivant
3. Quelque chose va arriver
4. Quand tu dors
5. Le mal de vivre
6. Je suis là
7. Avec le temps
8. Fiësta